# Pfarrer-Initiative Deutschland
Die Pfarrer-Initiative Deutschland ist ein Zusammenschluss von römisch-katholischen Priestern und Diakonen in Deutschland. Sie wurde 2007 mit dem Ziel einer Kirchenreform gegründet.
In einer Erklärung Mit drängender Sorge vom November 2007 wurden die Anliegen der 
Pfarrer-Initiative in Österreich aufgegriffen.
Eine Pfarrergruppe bildete sich im März 2012 im Erzbistum Köln. Als am 98. Deutschen Katholikentag im Juni 2012 in Mannheim der österreichische Sprecher und Pfarrer Helmut Schüller ohne offizielle Einladung bei einem Alternativprogramm bei einer Podiumsdiskussion teilnahm, kam es zu einer breiten internationalen Berichterstattung zu den Anliegen der Kirchenreform. Im Juni 2012 traten Pfarrer im Erzbistum Freiburg mit der Freiburger Erklärung auf, wo sie sich dazu bekennen, an wiederverheiratete Geschiedene die Kommunion zu geben. Bis August 2013 hatten sich Priester und Diakone aus den Diözesen Augsburg, Freiburg, Fulda, Köln, München-Freising, Passau, Rottenburg-Stuttgart und Würzburg zusammengeschlossen.

## Andere Länder
- Pfarrer-Initiative Österreich
- Pfarrei-Initiative Schweiz